# Willi Blume (Politiker, 1925)
Willi Blume (geboren 17. November 1925 in Ahlem; gestorben 26. April 1993 in Hannover) war ein deutscher Kommunalpolitiker und Beamter sowie Bürgermeister und Stadtdirektor der ehemals selbständigen Stadt Misburg.

## Leben
Geboren zur Zeit der Weimarer Republik in Ahlem, als der Ort noch zum Landkreis Linden gehörte, besuchte Willi Blume die Ahlemer Volksschule und absolvierte anschließend – zur Zeit des Nationalsozialismus und mitten im Zweiten Weltkrieg – von 1940 bis 1943 eine Ausbildung zum Großhandelskaufmann in Hannover an den dortigen Städtischen Handelslehranstalten.
Nach Kriegsende und noch während der Britischen Besatzungszone trat Willi Blume am 1. Dezember 1945 in die neu gegründete Sozialdemokratische Partei Deutschlands (SPD) ein und wurde in Ahlem unter anderem Vorsitzender der Jungsozialisten sowie Vorsitzender des Ahlemer SPD-Ortsvereins.
1952 wurde Blume in den Stadtrat von Ahlem und zum dortigen stellvertretenden Bürgermeister gewählt, während er hauptamtlich ab Juli desselben Jahres und bis in den Juli 1958 die Leitung des Sozialamtes in Misburg übernahm, dem Ort, der damals noch zum Landkreis Hannover zählte.
Unterdessen hatte Willi Blume ab 1956 das Amt des Bürgermeisters von Ahlem übernommen, bis er ab dem 1. August 1968 in der Nachfolge von August Kleinert zunächst das Amt des Gemeindedirektors in Misburg übernahm. Nach der Verleihung der Stadtrechte an Misburg am 28. Juli 1968 handelte Blume dann als Misburger Stadtdirektor.
Nach der Gebietsreform von 1974, als Misburg mit anderen Orten rund um Hannover in die niedersächsische Landeshauptstadt eingemeindet wurde, leitete Willi Blume anfangs die aus der Stadt Misburg und der damaligen Gemeinde Anderten gebildete Bezirksverwaltung Misburg und ab 1981 bis zum 30. November 1990 schließlich das von der Stadt Hannover zum 1. August 1981 neu eingerichtete städtische Amt für Bezirksratsangelegenheiten im Neuen Rathaus von Hannover.
Unterdessen hatte Willi Blume bereits 1975 die Position des Verbindungsbeamten der niedersächsischen Landeshauptstadt zur Bundeswehr übernommen.
Willi Blume engagierte sich zudem in zahlreichen Ehrenämtern. So war er beispielsweise ab 1962 Vorsitzender der Arbeitsgemeinschaft Misburger und Anderter Kulturvereine. Von 1969 bis 1974 übte er das Amt des Zweiten Vorsitzenden des Niedersächsischen Gemeindetags aus, wurde 1974 Mitglied des ZDF-Fernsehrats. Für das Deutsche Rote Kreuz (DRK) hatte er zudem den Vorsitz für den Kreisverband Hannover-Stadt übernommen.
1983 wurde Blume mit der Verleihung des Verdienstkreuzes am Bande des Verdienstordens der Bundesrepublik Deutschland geehrt.
Nach dem Tod Willi Blumes begleitete unter anderem der Theologe Hans Werner Dannowski den letzten Stadtdirektor Misburgs auf seiner letzten Reise auf dem Waldfriedhof Misburg.

## Willi-Blume-Allee
Mit der 1998 im Stadtteil Misburg-Nord angelegten Willi-Blume-Allee ehrt die Landeshauptstadt Hannover ihren langjährigen Kommunalbeamten seitdem posthum.